# بي سي إم جرافيلين
بي سي إم جرافيلين (بالإنجليزية: BCM Gravelines)‏ هو فريق كرة سلة فرنسي تأسس في 1984. يلعب في الدوري الفرنسي لكرة السلة الدرجة الأولى.

## وصلات خارجية
- الموقع الإلكتروني